# Šentjungert
Šentjungert (pronuncia [ʃɛntˈjuːŋɡəɾt] o [ʃəntˈjuːŋɡəɾt]) è un insediamento (naselje) di 35 abitanti, della municipalità di Celje nella regione della Savinjska in Slovenia.
L'area faceva tradizionalmente parte della regione storica della Stiria, ora invece è inglobata nella regione della Savinjska.

## Origini del nome
Il nome del paese è stato cambiato da Sveta Jungert a Šentjungert nel 1984.

## Monumenti e luoghi d'interesse

### Architetture religiose
La chiesa locale è dedicata a Cunegonda imperatrice del Sacro Romano Impero ed appartiene alla parrocchia di Galicija, risale al XIV secolo.

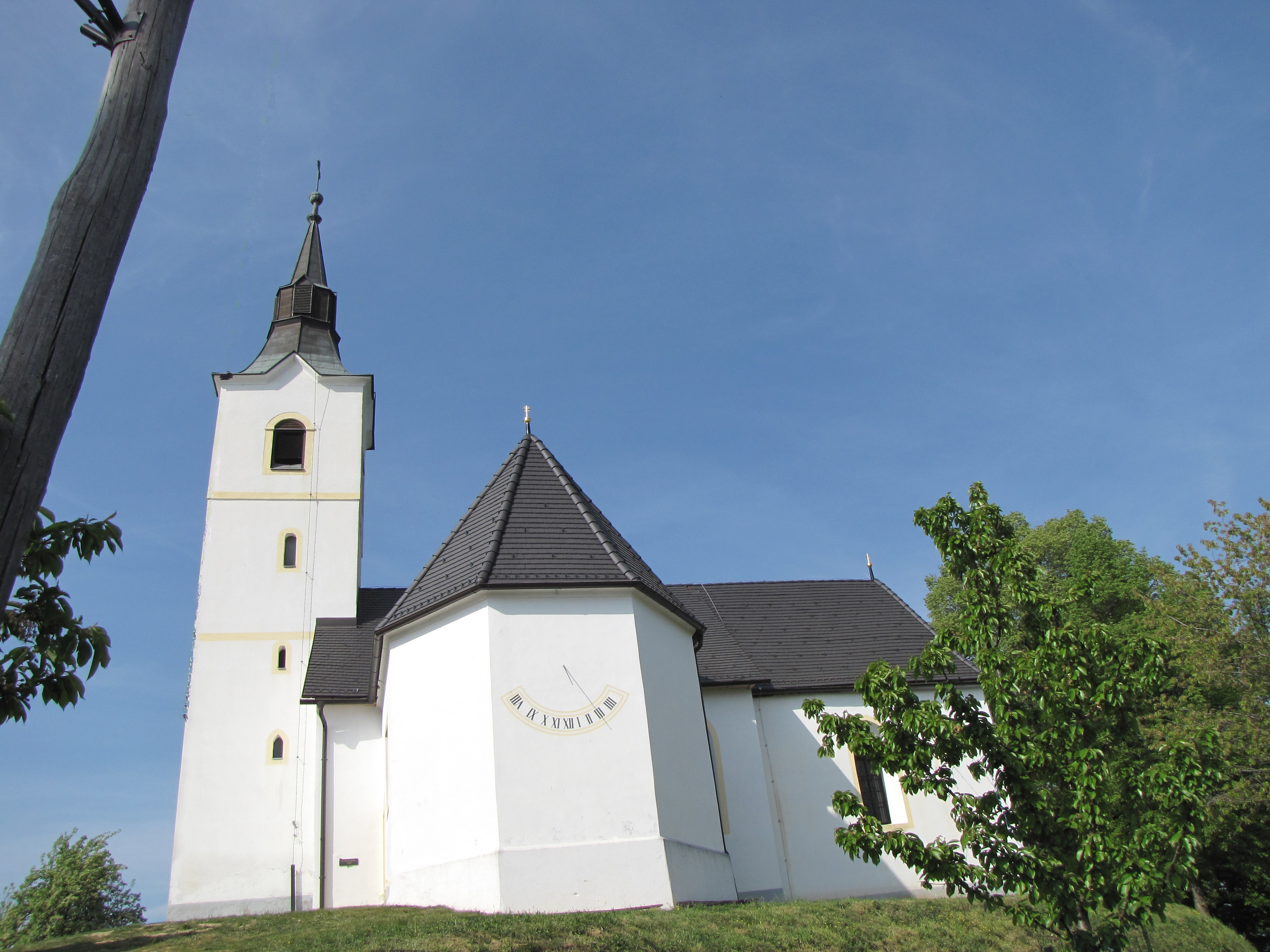
La chiesa del paese